# 철권 8
《철권 8》은 반다이 남코 스튜디오와 아리카 (기업)가 개발하고 반다이 남코 엔터테인먼트가 발행한 2024년 대전 격투 게임이다. 이 게임은 철권 시리즈의 8번째 주요 작품(전체 10번째 작품)이며, 아케이드 게임이 아닌 가정용 시스템으로 처음 출시된 게임이다. 2023년 7월부터 게임 테스트가 진행되었고, 최종 게임은 2024년 1월 26일 플레이스테이션 5, 마이크로소프트 윈도우, 엑스박스 시리즈 X/S로 출시되었다.
기본 게임의 스토리 모드인 '어둠이 깨어나다'는 철권 7의 사건으로부터 6개월 후를 배경으로 하며, 주인공 카자마 진과 주 적수 미시마 카즈야의 최종 대결, 그리고 고인이 된 미시마 헤이하치의 딸인 레이나의 등장을 중심으로 한다. 진의 어머니 카자마 준도 철권 2 이후 처음으로 공식적으로 살아있는 모습으로 등장한다. 한편, '잊혀지지 않는 메아리'라는 추가 스토리 모드는 리디아 소비에스카, 에디 골도, 그리고 요시미츠가 미시마 가문의 고대 역사를 파헤치는 내용과 카즈야에게 패배한 헤이하치의 부활을 다룬다.
더욱 공격적인 톤에 중점을 둔 철권 8은 언리얼 엔진 5를 사용하여 개발되었으며, 전작의 전투 요소와 시스템을 업그레이드했다. 철권 8은 또한 "히트" 시스템과 "토네이도" 히트와 같은 새로운 메커니즘을 도입한다. 아케이드 퀘스트는 온라인 모드에 추가된 요소로, 토너먼트, 아케이드 기능, 사용자 정의 가능한 아바타, 그리고 게임 전반에 걸쳐 사용되는 특수 화폐를 포함한다. 출시 당시 철권 8은 비평가들로부터 그래픽, 스토리, 시리즈의 전반적인 진보에 대해 극찬을 받았지만, 플레이어들과 팬들은 공격적인 히트 시스템과 수비적인 플레이에 대한 보상이 적다는 점에 불만을 표했다. 시즌 2 이후, 게임 플레이와 방향성은 프로 선수들과 콘텐츠 크리에이터들로부터 "초공격적인 게임 플레이"와 "수비하는 플레이어를 처벌하는" 게임 메커니즘으로 더욱 비판을 받았고, 이는 스팀에서 큰 반발과 부정적인 리뷰를 초래했다.

## 게임 플레이
철권 8은 이전 철권 게임과 동일한 대전 격투 게임 형식을 따른다. 게임 프로듀서인 하라다 가쓰히로는 철권 8이 전작보다 "더 공격적"일 것이라고 말하며, 이 시스템이 수비적인 플레이어보다 공격에 적극적인 플레이어에게 보상을 줄 것임을 시사했다. 이를 위해 게임은 "히트"라는 새로운 시스템을 도입했다. 캐릭터가 "히트" 상태를 해제하면, 칩 대미지와 추가 기술 세트를 유발할 뿐만 아니라 일부 기술의 속성을 변경하여 강력한 가드 브레이크를 가능하게 한다. 이 파이터들은 "히트" 상태에서 기술을 대시 취소할 수도 있다. 히트 타이머는 파이터의 기술 세트를 사용하면 멈출 수 있다. 파이터들은 또한 일반 상태의 강한 공격이나 히트 상태 캐릭터를 방어할 때 칩 대미지를 받으며, 이로 인해 체력 바를 재생성할 수 있다. 철권 태그 토너먼트 게임의 태그 모드 전용 체력 바 재생성 시스템과는 달리, 파이터의 회복 가능한 체력은 상대를 공격해야만 회복될 수 있다.
철권 8은 다수의 기술 업데이트와 재작업된 기능을 포함한다. 이전 작품에서 데뷔한 "레이지" 시스템은 철권 8에서 새로운 변화와 함께 돌아온다. 예를 들어, "레이지 드라이브"는 분리되어 "히트" 시스템의 슈퍼 무브인 "히트 스매시"로 재작업되었다. "스크류" 메커니즘은 철권 8에서 제거되고 "토네이도" 익스텐더로 대체되었다. 이 시스템은 상대가 빠르게 땅에 떨어질 때 지면 바운드 상태에 놓이게 한다. 게임 내 특정 스테이지에는 위험 요소도 있는데, 일부 스테이지는 벽과 바닥이 단단하여 파이터의 강한 녹아웃 공격으로 여러 번 부숴야 하며, 다른 스테이지는 벽과 바닥의 폭발물에 맞으면 피해를 입은 상대가 위로 솟아오르게 한다.
기술적 개선 외에도 철권 8은 다른 요소에도 변화를 주었다. 하라다는 철권 8이 스테이지 파괴와 특정 캐릭터의 반응에 초점을 맞춰 더욱 시네마틱한 격투 경험을 제공하는 것을 목표로 한다고 말했다. 또한 모든 캐릭터 모델과 성우 연기는 이전 작품에서 재활용된 콘텐츠가 아닌 완전히 새로운 것이다. 온라인 모드에는 아케이드 환경, 일반 온라인 전투, 토너먼트 매치를 특징으로 하는 "아케이드 퀘스트"라는 배틀 로비가 포함되어 있다. "아케이드 퀘스트"는 사용자가 자신의 아바타를 사용자 정의할 수 있도록 하며 "파이트 머니" 화폐를 사용한다. 철권 8은 차세대 언리얼 엔진 5로 구동되며, 이 엔진을 사용하는 최초의 주요 대전 격투 게임이 된다.
철권 8은 크로스플레이를 지원하여, 플레이스테이션 5, 윈도우, 엑스박스 시리즈 X/S 플레이어들이 프랜차이즈 역사상 처음으로 서로 대결할 수 있도록 한다. 크로스 플랫폼 플레이는 플레이어의 선호에 따라 활성화하거나 비활성화할 수 있다.
철권 6의 시나리오 캠페인 기반의 철권 포스 모드는 기본 메인 스토리의 챕터 10에서만 독점적으로 제공된다. 이 모드에는 레이지 버스트, 그리고 자동으로 재생되어 완전히 채워지면 재사용 가능한 히트 게이지와 같이 원래의 대인전 시나리오 시스템에는 없었던 독점적인 히트 및 레이지 시스템 기능이 있다. 또한 아자젤이나 철권 볼 모드에서 싸울 때 레이지 아트는 비활성화되며, 후자는 레이지 아트를 레이지 버스트로 대체한다.

## 줄거리

### 어둠이 깨어나다
미시마 헤이하치가 패배한 지 6개월 후, 카자마 진은 이그드라실 반란군의 라스 알렉산더슨과 리 차오랑과 함께 뉴욕 맨해튼에서 그의 아버지 미시마 카즈야를 기습한다. 그러나 진은 카즈야가 도시에서 수백만 명을 죽이는 것을 지켜봐야 했고, 이는 오우거가 그의 어머니 카자마 준을 죽이는 환상에 시달리게 하여 그가 데빌 진의 힘을 통제하지 못하고 패배하여 작전이 실패한다. 혼란 속에서 카즈야는 대중에게 자신의 악마 형태를 공개적으로 드러내며 새로운 철권 토너먼트를 발표한다. 여기서 각국의 대표들이 서로 싸운다. 승리하는 나라는 보상을 받고, 패배하는 나라는 파괴될 것이다.
일주일 후, 철권 토너먼트 예선이 6일째 시작되기 전, 부상에서 회복 중인 진은 라스와 스파링을 하고, 리는 그들의 스파링을 분석한다. 라스와 리의 우려대로 진은 더 이상 자신의 데빌 진의 힘을 마음대로 활성화할 수 없음을 발견한다. 토너먼트 3일 전 알리사 보스코노비치와 짧은 대화를 나눈 후, 진은 마음을 다잡고 일본에서 예선에 참가하고, 원래 토너먼트에서 진을 대체할 예정이었던 알리사는 G 코퍼레이션의 함정 가능성을 주시하기 위해 고용된다. 그곳에서 진은 미시마 공과 대학의 학생인 레이나를 만나는데, 그녀의 전투 실력은 그의 고인이 된 할아버지 헤이하치를 닮았다. 진은 레이나와 그의 오랜 라이벌 화랑을 물리치고, 전투 중에 간헐적으로 데빌 진의 힘을 보여주며 본선 토너먼트 진출권을 확보한다. 전투 후 레이나는 진에게 카즈야와의 싸움에 합류해 달라고 요청하며 자신의 진정한 의도를 숨긴다.
한편 이탈리아 로마에서 클라우디오 세라피노, 자피나, 링 샤오유가 토너먼트를 지켜본다. 자피나는 클라우디오에게 진이 미시마 재벌을 이끌던 시절 카즈야에게 선전포고한 제3차 세계대전의 이유가 악마 생물 아자젤을 유인하여 파괴하기 위함이었다고 밝힌다. 그러나 아자젤의 영혼은 패배 후에도 살아남아 현재 자피나의 왼팔에 봉인되어 있다. 그녀는 카즈야의 탐욕이 아자젤의 성장하는 힘의 주요 원천이었음을 발견하고, 아자젤을 막기 위해 진을 찾아야 한다고 클라우디오에게 경고한다. 한편 레오 클리젠과 그의 아버지 니클라스는 이그드라실 기지에 도착하고, 니클라스는 아자젤과 데빌 진에 대한 자신의 연구를 밝힌다. 그는 아자젤이 고대인에게 이 유전자를 부여하여 자신의 종복 역할을 하는 악마를 만들었으며, 그 힘에 접근하려면 강한 욕망이 있어야 한다고 밝힌다. 진과 카즈야가 헤이하치의 고인이 된 아내 미시마 카즈미를 통해 혈통이 이어지는 하치조 가문은 그 종복의 후손 가문 중 하나이다.
로마에서 열린 본선 토너먼트에서 라스는 유엔 독립군 지도자이자 레이븐 부대 창설자인 빅터 슈발리에를 만나고, 빅터는 카즈야를 붙잡는 데 이그드라실을 지원하기로 동의한다. 한편 클라우디오, 자피나, 샤오유는 독자적으로 토너먼트에 침투한다. 진은 토너먼트의 미국 동해안 대표인 리로이 스미스를 물리치고, 리로이는 진에게 두려움을 버리고 마음을 따르라고 가르치며, 맨해튼에서 카즈야의 공격에 맞서 영웅적인 활약을 한 것에 대해 감사함을 표한다. 이그드라실, 유엔, 클라우디오 팀이 공격을 시작하지만, 진과 그의 확장된 동맹들은 토너먼트가 카즈야가 자피나를 유인하고, 결승전 동안 콜로세움의 혼란을 둘러싼 충분한 어둠의 에너지를 모아 아자젤의 물리적 형태를 부활시키기 위한 함정이었다는 것을 너무 늦게 깨닫는다. 자피나의 팔에 봉인을 깨고, 카즈야는 아자젤의 봉인을 풀고 아자젤을 물리쳐 흡수하여 진정한 악마 형태로 변신한다. 데빌 진을 알고 있는 레이나는 이 새로운 형태로 카즈야와 싸우지만 패배한다. 진과 그의 동맹들이 탈출할 시간을 벌기 위해 클라우디오는 자신의 힘을 사용하여 카즈야에게 상처를 입히는 데 성공하고, 자신의 생명을 대가로 지불한 것처럼 보인다. 여전히 아자젤과 씨름하며 카즈야는 퇴각한다.
자신의 악마의 힘을 되찾을 방법이 있다고 믿는 진은 야쿠섬의 숲 깊은 곳에 있는 자신의 출생지인 카자마 성역으로 여정을 떠난다. 이곳에서 준은 오우거의 손에 죽은 것으로 추정된다. 야쿠섬으로 가는 도중 에밀리 드 로슈포르는 준의 실종 이후 카자마 가문의 주류가 멸종 위기에 처해 있으며, 진이 그 유일한 생존자라고 밝힌다. 카즈야는 자신의 남은 병력을 야쿠섬으로 이동시켜 진을 지연시키고 반란군을 파괴하려고 한다. 이그드라실, 유엔, 그리고 리로이와 레이나를 포함한 토너먼트 참가자들의 연합은 지나 윌리엄스와 G 코퍼레이션의 급여를 받는 다른 토너먼트 참가자들의 지휘 아래 G 코퍼레이션의 군대와 싸우는 동안, 샤오유는 진이 깊은 잠에 빠지는 동안 대량 생산된 잭-7들로부터 진을 홀로 보호한다. 그 후 카즈야가 나타나 양측을 전멸시킨다. 라스는 숲으로 도망쳐 카즈야로부터 진을 보호하고, 레이나는 죽음에 가까워지면 어떤 힘이 깨어날 것이라고 믿으며 자신을 폭발에 의해 죽은 것처럼 만든다. 결국, 그녀는 카즈야의 폭발에서 성공적으로 살아남고 거의 죽음에서 깨어나면서, 레이나는 진과 카즈야처럼 데빌 진 보유자로 밝혀진다.
그의 무의식 속에서 진은 자신의 악마 자아와 마주치고, 악마 자아는 진의 이전 실패와 죄를 조롱한다. 자신과의 오랜 싸움 끝에 진은 마침내 자신의 악마 면을 받아들이고 자신의 힘을 완전히 통제하게 된다. 이는 카즈야의 공격으로부터 라스를 구하기 위한 적절한 때였다. 카즈야는 섬을 전멸시킬 계획을 세우지만 진이 폭발을 막는다. 준이 자신을 격려하는 환영을 본 후, 진은 자신의 천사 형태로 각성하여 카즈야를 공격한다. 카즈야와 진은 우주까지 싸우고, 양측의 결과로 발생한 폭발은 서로의 데빌 진을 정화한다. 지구로 돌아온 진과 카즈야는 부자간의 마지막 전투를 벌이고, 진이 승리한다. 마침내 데빌 진에서 벗어난 그는 어머니에게 감사하고 샤오유와 함께 떠난다. 의식을 잃은 카즈야는 나중에 살아있는 듯한 준에게 다가간다.
크레딧이 올라갈 때, 세상이 G 코퍼레이션의 폭정에서 해방된 것을 축하하는 동안, 야쿠섬 전투 중 카즈야와 이전에 연합했던 일부 토너먼트 참가자들이 맨해튼에서 도시 복구를 돕기 위해 푸드 키친을 여는 모습, 레오와 니클라스가 미지의 지역으로 탐험을 계속하는 모습, 이그드라실과 유엔이 파리에서 성공을 축하하는 모습(샤힌은 요트에서 축하를 지켜본다), 그리고 자피나와 클라우디오는 모두 중동에서 살아있는 모습으로 보인다.
미드 크레딧 장면에서 레이나는 땅에서 일어나 새로 각성한 악마 형태로 변신하며 아버지 헤이하치의 복수를 맹세한다.

### 잊혀지지 않는 메아리
이야기 두 달 전, 에디 골도는 폴란드 총리인 리디아 소비에스카와 함께 G 코퍼레이션과의 싸움을 위해 반란 철권 포스 병사들을 모집하고 있었다. 그는 라스를 만나 두 군대가 협력하도록 논의하고, 그곳에서 진을 만나 자신이 철권 포스에서 강요했던 더러운 일과 스승을 구하지 못한 것에 대해 사과한다. 스파링 후, 에디는 진의 과거 행동을 용서하고 둘은 미래를 위해 함께 싸우기로 동의한다.
에디는 그 후 철권 포스가 G 코퍼레이션의 공격을 받고 있는 남미의 미시마 재벌 기지로 파견된다. 병사들을 방어하는 동안, 그는 기지 내부에서 데이터를 회수하기 위해 파견된 전 철권 포스 파트너인 니나와 대결한다. 싸움 후, 그녀는 심각한 피해를 줄 의도 없이 기만적으로 떠나지만, 잠시 후 돌아와 자폭하는 잭-7 무리와 함께 철권 포스 병사들과 에디를 죽이려 하지만, 에디는 자신과 병사들을 구해 나중에 G 코퍼레이션과의 전쟁에 그들을 모집한다. 그는 리디아에게 그 만남과 함께 G 코퍼레이션 군대와 싸우기 위해 나타난 신비한 승려 그룹에 대해 알린다.
두 달 후, 리디아는 진과 카즈야의 맨해튼 전투 이후 뉴욕에서 유엔군의 구호 활동을 이끌었다. 그녀는 헤이하치와 관련이 있음을 알게 된 후 토너먼트 전에 싸웠던 레이나로부터 G 코퍼레이션에 대한 유출된 정보를 통해 이 일을 신속하게 해낼 수 있었다. 레이나가 떠난 후, 리디아는 철권 승려라고 알려진 신비한 전사들에게 시험을 받는데, 그들은 그녀가 미시마 헤이하치라는 그들의 최신 신병을 돕기에 충분한 몸과 마음을 가지고 있다고 판단한 후 그녀의 도움을 요청한다.
철권 승려들은 고대 불교 가르침에 헌신하고 미시마 격투 스타일의 순수성을 회복하려는 고대 가문의 후손들이다. 헤이하치가 이전 전투에서 카즈야에게 패배한 후, 승려들의 고승 세이류는 그의 몸이 용암에 닿기 직전 그를 구하고 회복을 도왔으며, 레이나를 포함한 대중에게 그의 죽음을 위장했다. 헤이하치가 전투로 인해 기억 상실증에 걸렸기 때문에 승려들은 그가 순수한 마음을 필요로 하는 궁극의 미시마 기술을 습득하도록 돕는 것을 목표로 한다. 리디아와 함께 훈련하고 내면의 악마를 물리친 덕분에 헤이하치는 자신의 정신, 몸, 기술을 통제할 수 있게 된다. 그의 마지막 임무인 스타 크러셔 시험에서 그는 200년마다 한 번씩 떨어지는 운석을 파괴해야 한다. 가기 전에 그는 카즈야와의 싸움에서 리디아를 돕기로 동의한다.
스타 크러셔 시험에서 헤이하치에게 다가온 운석은 진과 카즈야의 우주 전투로 인해 발생한 파편이었다. 헤이하치는 운석을 잡고 박치기를 하여 궁극의 미시마 기술을 성공적으로 습득한다. 그러나 그렇게 함으로써 그는 잃었던 기억도 되찾아 그의 사악한 방식으로 되돌아간다. 그는 철권 승려들을 죽인 다음 요시미츠, 에디, 리디아에게 자신의 새로운 기술을 시험한다. 그들을 물리친 후, 그는 카즈야를 막을 것을 맹세하고 레이나가 자신의 데빌 진을 각성하면 그의 계획의 다음 부분을 실행할 것이다.

### 저널 및 사이드 스토리
카자마 준
준의 일기 첫 세 장면은 그녀가 어린 시절부터 야쿠섬에서 홀로 살았던 이전 삶, 야생 동물 보호 기관에서 일했던 시간, 그리고 철권 토너먼트 2차전에서 카즈야와 처음 만났던 이야기를 설명한다. 카즈야가 헤이하치에게 패배하고 얼마 지나지 않아 준이 임신했을 때, 카즈야는 악마 형태의 그림자 영혼 버전을 취하여 태어나지 않은 진의 영혼을 빼앗고 아들의 잠재된 악마의 힘을 흡수하려 했다. 그러나 준은 천사의 보호를 받았고, G 코퍼레이션이 카즈야를 찾아 회복시킨 후 카즈야의 영혼은 다시 몸으로 돌아가 진이 안전하게 태어날 수 있었다. 궁극적으로 준이 오우거의 공격에서 사라지고 살아남은 후, 준은 자신과 괴물을 성역으로 텔레포트시켜 오우거를 쫓아냈다는 것이 밝혀진다. 그러나 준은 혼수 상태에 빠져 진과 재회할 수 없었으며, 그녀의 영혼은 7년 동안 영적 세계에 갇혀 있었다. '어둠이 깨어나다'의 절정에서, 그녀가 진이 악마 형태를 완전히 정화하여 아자젤의 힘을 얻은 악마 카즈야에 맞서 천사로 변하는 것을 도왔을 때, 비둘기가 준의 몸에 앉아 그녀를 처음으로 깨웠으며, 그녀의 깊은 잠은 노화를 막아주었다. 깨어난 후 그녀는 진과 카즈야 모두의 안전을 위해 기도한다.
클리젠 가족
레오 클리젠의 부모인 엠마와 니클라스가 오랫동안 아자젤과 데빌 진을 연구해 왔다는 것이 밝혀진다. 레오가 어렸을 때, 미시마 재벌을 그만두기 전에, 그의 어머니 엠마는 니클라스와 미시마 재벌의 실험 대상이 된 살아남은 아이들, 즉 현재 영국 복서 스티브 폭스를 포함하여 그들의 죽음을 위장하는 것을 도왔다. G 코퍼레이션에 합류한 후, 니클라스와 비밀리에 연락을 유지하면서 엠마는 카즈야의 치료사로 일하면서 데빌 진과 그 기원을 연구했다. 치료 중 카즈야의 뒤틀린 욕망을 알게 된 엠마는 데빌 진의 약점을 찾기 시작했다. 그러나 미시마 재벌은 G 코퍼레이션 네팔 지부에서 그녀의 연구 데이터 중 하나를 훔쳤다. 카즈야가 G 코퍼레이션 네브라스카 지부를 방어한 후, 그의 생존이 알려지자 엠마는 그녀의 상사들이 카즈야를 배신하려고 시도하는 것을 우연히 듣는다. 카즈야가 그의 이전 상사들의 배신을 알게 될 것이고, 엠마 자신도 그의 복수의 불길에 휩싸일 것임을 알게 된 엠마는 자신의 데이터 위치를 남편과 아이에게 자동으로 이메일로 보내도록 설정했고, 레오는 이제 성인이 되어 진실을 알 준비가 되었다. 엠마의 죽음 이후, 종종 그녀의 무덤을 방문했던 레오는 알 수 없는 공격자로부터 메일을 받았는데, 그의 임무는 그녀의 데빌 진 과거 데이터를 회수하는 것이었고, 마지막 데이터는 엠마의 이름으로 작성되었다. 엠마의 마지막 데빌 진 데이터를 확보하기 위해 G 코퍼레이션 기지에 침투하는 동안, 레오는 예상치 못하게 그의 아버지 니클라스와 재회한다. 다행히 니클라스는 이미 엠마의 마지막 데이터를 확보했으며, 아버지와 자녀는 모두 안전하게 탈출했고, 궁극적으로 진이 일본에서 토너먼트 예선을 우승한 후 카즈야의 군대에 맞서 그들을 돕기 위해 이그드라실로부터 전화를 받는다.

## 등장인물
현재 총 39명의 플레이 가능한 캐릭터가 있다. 철권 8의 기본 로스터에는 32명의 캐릭터가 발표되었다. 또한 게임은 다운로드 가능한 시즌 패스를 통해 7명의 캐릭터를 추가로 포함한다. 또한, 플레이할 수 없는 보스 캐릭터인 아자젤과 진정한 형태의 데빌 카즈야가 있으며, 아케이드 모드의 최종 플레이 불가능한 상대 중 하나인 이벤트 전용 플레이 가능한 캐릭터도 있다. 하라다는 (2024년 초에) 게스트 캐릭터는 아직 고려되지 않았다고 언급했지만, 용과 같이 시리즈의 키류 카즈마가 철권 7에서 가장 많이 요청된 게스트 캐릭터였으며, 파이널 판타지의 티파 록하트 또한 팬들의 요구를 인정했다. 파이널 판타지 XVI의 첫 게스트 캐릭터인 클라이브 로스필드는 2024년 12월에 출시되었다.

### 신규 캐릭터
- 엔젤 진 a: 카자마 진의 천사 변신이자 악마 counterpart의 정화된 형태이며, 카자마 정화의 힘을 부여받았다.
- 아즈세나 밀라그로스 오르티스 카스티요: 페루인 종합격투기 선수이자 커피 회사 주인의 딸인 겁 없는 낙천주의자.
- 클라이브 로스필드 e f: 스퀘어 에닉스의 파이널 판타지 XVI의 주인공. 그는 로자리아 대공 엘윈 로스필드의 장남이자 이프리트라는 이콘의 지배자이다. 전투에서 그는 자신의 애완견인 토르갈과 동행하며, 그의 어린 남동생 조슈아로부터 피닉스와 같은 다른 이콘의 힘을 빌린다.
- JACK-8: G 코퍼레이션 JACK 모델의 최신 업그레이드 버전으로, 새로운 목소리와 모습을 가졌다.
- 레이나: 미시마 공과대학에 재학 중인 보라색 옷을 입은 십대 소녀. 데빌 진을 소유하고 있으며, 카즈미의 암살 시도 실패 이후 미시마 헤이하치가 하치조 가문을 학살했다는 일기가 발견되면서, 레이나는 헤이하치가 살려준 유일한 하치조 아기와 관련이 있을 것으로 의심되며, 그녀의 헤이하치 딸로서의 관계는 모호하다. 그녀는 미시마류 가라테와 타이도를 수련한다.
- 빅터 슈발리에: 프랑스 왕실 기사 혈통의 전설적인 전쟁 참전 용사이자 제독, 유엔의 슈퍼 스파이이며, "팬텀 레이븐"이라는 코드네임을 가진 레이븐 유닛의 창립 그랜드 마스터이지만, 그는 이 코드네임을 사용하지 않는다. 그는 나이프와 카람빗을 기본 무기로 사용하는 근접 전투원이며, 순간이동 능력을 부여하고 그의 권총, 수류탄, "타케미카즈치"라는 칼집에 든 일본도를 강화하는 기술을 사용한다.

### 기존 캐릭터
- 알리사 보스코노비치
- 안나 윌리엄스 e
- 아머 킹 2세 e
- 아스카 카자마
- 아자젤 b
- 브라이언 퓨리
- 클라우디오 세라피노
- 데빌 진
- 에디 골도 e
- 파캄람 e
- 펭 웨이
- 미시마 헤이하치 e
- 화랑
- JACK-7 c
- 카자마 진
- 카자마 준
- 미시마 카즈야 / 데빌 카즈야 d
- 킹 2세
- 쿠마 2세
- 라스 알렉산더슨
- 리 차오랑
- 레오 클리젠
- 리로이 스미스
- 리디아 소비에스카 e
- 릴리 드 로슈포르
- 링 샤오유
- 마샬 로우
- 니나 윌리엄스
- 판다
- 폴 피닉스
- 레이븐
- 세르게이 드라그노프
- 샤힌
- 스티브 폭스
- 요시미츠
- 자피나

^a  스토리 모드에서만 플레이 가능, 플레이 불가능한 보스

^b  플레이 불가능한 보스 

^c  스토리 모드에서 플레이 불가능한 적, JACK-8의 팔레트 스왑으로 등장 

^d  히트 상태 변신 

^e  다운로드 가능한 캐릭터 

^f  게스트 캐릭터 

## 개발
철권 8의 개발은 2022년 8월 에보 2022에서 처음 예고되었고, 다음 달 소니의 스테이트 오브 플레이 행사에서 공식 발표되었다. 철권 8은 진과 그의 아버지 카즈야의 싸움을 통해 공개되었는데, 이 싸움은 몇 년 동안 계속되어 왔다. 진은 이미 이전 게임에서 그의 친척들과 대결했지만, 이번에는 그의 데빌 진이 그의 인간성을 계속 흡수하여 싸움 중에 데빌 진으로 변하는 큰 갈등을 겪는 것으로 나타난다. 그러나 하라다는 끊어진 사슬이 상징하는 것은 진이 몇몇 게임 동안 얽매여 있던 갈등에서 벗어나는 것이라고 언급했다. 진의 어머니 카자마 준의 운명에 대한 일반적인 해석은 그녀가 철권 3의 사건 이전에 사망했다는 것이다. 이는 진의 관점에서 본 이야기에서 다루어지며, 대부분의 게이머가 공유하는 믿음이다. 그러나 진과 게이머들은 사실 잘못 알고 있었다. 준은 실종된 것이었다. 결과적으로 하라다는 진과 카즈야의 라이벌 관계에 있어서 준이 그들의 궁극적인 대결에 존재할 것이라고 설명했다. 하라다는 스토리 모드가 초보자도 쉽게 접근할 수 있도록 쓰였으며, 시네마틱과 격투 게임의 일반적인 전투와는 다른 전투에 중점을 두었다고 말했다. 하라다는 숙련되지 않은 플레이어를 환영하기 위해 이전 아케이드 모드와는 다르게 플레이되는 아케이드 퀘스트에도 이 발언을 반복했다. 모든 캐릭터에게 더 많은 피해를 줄 수 있는 특별 모드가 주어졌다. 준 카자마가 시리즈에 다시 추가된 것이 밝혀지자 하라다는 기뻐했다.
하라다는 철권의 캐릭터 목록이 초기 작품 이후로 더 많은 대화와 개성을 포함하도록 진화했다고 강조했다. 철권 3를 개발하는 동안, 게임 디렉터인 아베 마사미치, 코우노 유타카, 하라다, 그리고 나머지 개발팀은 아케이드 시장의 쇠퇴를 알아차렸다. 콘솔 소유자들이 철권 3를 플레이하도록 유도하기 위해 그들은 콘솔 버전에 미니 게임을 포함하기로 결정했다. 이 게임들은 요시미츠와 브라이언 퓨리와 같은 캐릭터들을 다른 방식으로 부각시켰다. 철권 3부터 철권 8까지 이러한 캐릭터들을 더욱 발전시키기 위해 남코는 표정과 입술 동기화를 계속해서 자세히 묘사했다. 이것들은 주역인 니나 윌리엄스와 신규 캐릭터 레이나를 개발하는 데 매우 중요했으며, 이들은 종종 대사를 주고받을 수 있다.
접근성 옹호론자들은 철권 8의 색맹 또는 장애인 플레이어를 위한 옵션이 현훈과 편두통을 포함한 중등도에서 심각한 건강 문제를 초래할 수 있다고 보고했다. 유로게이머의 기사에서 하라다는 이러한 우려를 게임의 접근성 옵션이나 게임 내에서 어떻게 나타나는지에 익숙하지 않은 "극소수" 사람들의 오해로 일축하는 것으로 묘사되었다. 그러나 이 기사는 또한 하라다가 해밀턴의 우려를 최소화하려는 시도에 대한 접근성 전문가 이안 해밀턴의 답변을 강조했다: "저는 '우리가 시도하고 있는 접근성 옵션을 오해했거나 데모 플레이에서 실제로 시도해보지 않고 비디오만 본 것'이 아닙니다. 저는 매우 잘 이해하고 있으며, 데모 플레이에서 시도해 보았습니다. 저는 당신이 플레이어에게 해를 끼치지 않고 좋은 경험을 제공하도록 돕기 위해 노력하고 있습니다." 잠재적인 건강 문제를 피하기 위해 설정이 출시 버전에서 업데이트되었다. 게임 산업의 변화로 인해 하라다는 동물 격투가를 새로운 작품에 넣는 것이 어려웠다고 주장하며, 팬더와 쿠마를 같은 캐릭터로 만들되 다른 스킨을 제공하기로 결정했다. 이는 또한 팀이 여러 캐릭터를 만드는 데 과로하지 않으면서 팬덤에서 가장 좋아하는 캐릭터들을 모두 포함시키고자 하는 열망 때문이었다. 한편, 다운로드 가능한 캐릭터는 다른 회사와의 협상 및 합의에 따라 결정되었다. 팀은 게임의 수명 주기가 철권 7보다 빠르다고 생각하여 만족했다. 게임 메커니즘 또한 게임이 공개된 이후로 3D 격투 게임을 원하는 사람들의 요구에 맞게 수정되었으며, 특히 특수 기술의 조작이 수정되었다.
철권 8의 주제가 "Mastery"는 THE LAST ROCKSTARS가 불렀다. 공식 사운드트랙은 게임 출시와 같은 날 디지털로 선공개되었고, 2024년 3월 13일 4장의 CD로 물리적으로 발매되었다.

## 마케팅

2023년 도쿄 게임 쇼에서 철권 8이 주인공 카자마 진과 프로모션 마케팅을 홍보하는 모습

### 사전 출시 콘텐츠
철권 8은 2022년 8월 EVO 2022 컨벤션에서 철권 7 라이브 토너먼트가 열리는 동안 티저 영상으로 공개되었다. 이 티저 영상은 시리즈의 첫 작품에 나오는 미시마 카즈야의 자료 영상 조각을 특징으로 하며, 이는 최근 그의 클로즈업 영상으로 전환된다. 이 게임은 2022년 9월 13일 소니의 스테이트 오브 플레이 프레젠테이션에서 공식적으로 발표되었다. 함께 공개된 미리 보기 영상은 게임의 미공개 스테이지에서 미시마와 그의 아들 진 카자마가 싸우는 모습을 보여주었다. 하라다 가쓰히로는 철권 8이 카즈야와 진의 계속되는 갈등의 결론에 초점을 맞출 것이라고 확인했다. 게임의 첫 번째 트레일러 세트에 대해 하라다는 "이것은 트레일러 목적으로만 제작된 영상이 아니라 게임 화면에서 실제로 일어나는 실시간 렌더링입니다"라고 언급했다.
철권 월드 투어 2022 결승전 이후, 아리카 (기업)가 최근 철권 7 패치를 포함한 롤백 넷코드를 제외한 게임의 지속적인 개발을 담당할 것이라고 발표되었다. 1995년 전 스트리트 파이터 직원들이 설립한 비디오 게임 회사인 아리카는 스트리트 파이터 EX 및 파이팅 레이어 시리즈를 담당하며, 철권 7의 업데이트와 철권 8의 일부 개발을 담당하고 있다. 반다이 남코 엔터테인먼트는 2022년에 재무 보고서를 발표하며, 2023년에 게임이 출시될 것으로 예상한다고 밝혔다. 2022년 12월 더 게임 어워즈 2022에서 반다이 남코는 새로운 스테이지, 메커니즘, 스토리 세부 정보를 포함한 첫 철권 8 게임 트레일러를 공개했다. 이 트레일러에는 미시마와 카자마, 그리고 1995년 철권 2에서 마지막으로 등장했던 폴 피닉스, 킹, 마샬 로우, 라스 알렉산더슨, 잭-8, 준 카자마와 같은 반복되는 캐릭터들이 포함되었다.
니나 윌리엄스는 2023년 2월에 공개된 게임의 첫 캐릭터 트레일러였다. 그녀의 등장은 윌리엄스가 피닉스와 함께 철권 시리즈에서 가장 많은 작품에 출연했음을 의미한다. 미시마의 트레일러는 같은 달 반다이 남코의 유튜브 채널에서 공개되었다. 2023년 3월에는 피닉스, 로우, 킹, 알렉산더슨, 잭-8, 카자마의 캐릭터 트레일러가 공개되었다. 4월과 5월 사이에 링 샤오유, 리로이 스미스, 아스카 카자마, 릴리, 화랑, 브라이언 퓨리의 캐릭터 트레일러가 공개되었다. 2023년 7월, 반다이 남코는 클로즈드 네트워크 테스트를 실시할 계획을 발표했다. 공식 출시 전에 테스트는 밸런스, 매치메이킹, 전반적인 안정성 등 다양한 게임 측면을 평가하는 것을 목표로 했다. 이 클로즈드 네트워크 테스트는 선착순으로 제한된 수의 플레이어에게 공개되었다.
2023년 7월부터 8월 사이에 클라우디오 세라피노, 레이븐, 그리고 새로운 캐릭터 아즈세나의 세 가지 캐릭터 트레일러가 공개되었다. 8월 23일, 게임의 이전에 발표된 대부분의 콘텐츠와 출시일, 사전 예약 정보, 게임 기능과 관련된 독점 콘텐츠를 특징으로 하는 특별 트레일러가 공개되었다. 2023년 9월부터 12월 사이에 반다이 남코 채널에서는 펭 웨이, 데빌 진, 새로운 캐릭터 빅터 슈발리에와 레이나, 레오, 스티브 폭스, 드라그노프, 요시미츠의 트레일러가 공개되었다. 요시미츠는 윌리엄스와 피닉스와 함께 철권 시리즈에서 가장 많은 작품에 등장했다. 두 번째 네트워크 테스트는 2023년 10월에 실시되었다.
2023년 12월 14일, 반다이 남코는 플레이스테이션 5용 철권 8 데모를, 2023년 12월 21일에는 엑스박스 시리즈 X/S와 마이크로소프트 윈도우 플랫폼용 데모를 출시했다. 이 데모에는 스토리 모드와 아케이드 퀘스트의 첫 번째 챕터, 슈퍼 고스트 배틀, 대전 모드, 갤러리가 포함된다. 진 카자마, 미시마, 피닉스, 윌리엄스 네 명의 캐릭터와 세 개의 스테이지(어반 스퀘어 (저녁), 야쿠섬, 성역)가 제공되었다. 이전에 팀 닌자의 데드 오어 얼라이브 (시리즈) 시리즈에서 작업했던 신보리 요헤이가 어시스턴트 디렉터 겸 프로듀서로 프로젝트에 합류했다.
2024년 1월, 스토리 모드와 게임의 얼티밋 에디션 패키지 전용 콘텐츠를 담은 시각 자료 등 두 개의 트레일러가 공개되었다. 한 달 동안 샤힌, 쿠마, 판다, 알리사 보스코노비치, 자피나, 리 차오랑, 데빌 진의 캐릭터 트레일러가 공개되었다. 게임 출시를 마무리하기 위해 최종 출시 트레일러는 2024년 1월 19일에 공개되었다.

### 패키지 및 추가 콘텐츠
철권 8은 2024년 1월 26일 플레이스테이션 5, 마이크로소프트 윈도우, 엑스박스 시리즈 X/S로 출시되었으며, 철권 시리즈의 8번째 정식 출시이자 전체 10번째 작품이다. 게임 출시를 홍보하기 위해 반다이 남코 엔터테인먼트는 7가지 다른 형식으로 게임을 배포했다. 스탠다드 에디션(디지털 및 물리)에는 폴 피닉스 아바타 세트가 포함되어 있으며, 런치 에디션에는 스틸북 패키징, 불타는 사슬 금속 플레이트, 코퍼레이션 스티커가 포함되어 있다. 디지털 디럭스 버전에는 4명의 캐릭터(에디 골도, 리디아 소비에스카, 미시마 헤이하치, 파이널 판타지 XVI의 게스트 캐릭터 클라이브 로스필드)에 대한 다운로드 가능 콘텐츠에 접근할 수 있는 1년 시즌 패스가 포함되어 있으며, 얼티밋 에디션(디지털 및 물리 버전)은 런치 에디션 및 디지털 디럭스 버전과 동일한 기능을 가지며, 다양한 캐릭터 및 아바타 스킨에 접근할 수 있다.
두 가지 컬렉터 에디션이 출시되었다: 스탠다드 컬렉터 에디션과 프리미엄 컬렉터 에디션. 두 형식 모두 얼티밋 에디션과 동일한 콘텐츠를 포함하며, 게임이 상자 세트에 포장되어 있고, 8장의 유광 컬렉터 카드, 2개의 아케이드 토큰, 캐릭터 리로이 스미스의 미학에서 영감을 받은 금속 반지, 그리고 진 카자마 피규어가 포함되어 있다 (프리미엄 에디션에는 동상이 빛나게 하는 전기 장치가 포함되어 있다). 반다이 남코는 아시아 전역의 비디오 게임 사전 예약에 핀 배지를 배포했다. 궁극적으로 폴 피닉스 아바타 세트는 기존 형식의 모든 사전 예약에 포함되었다.
첫 번째 시즌 패스는 철권 8의 초기 홍보 활동 중에 공개되었으며, 구매 가능한 4개의 다운로드 가능 캐릭터를 포함할 예정이었다. 에디 골도는 2024년 1월에 처음 공개되었고, 2024년 4월 첫 주에 출시되었다. 그 후, 나머지 캐릭터들은 2024년 동안 분기별로 공개될 예정이며, 2024년 7월 말에 EVO Japan 2024에서 공개된 리디아와 2024년 10월에 확장된 스토리라인과 함께 출시될 EVO 2024에서 같은 달에 공개된 헤이하치가 있다. 2024년 2월, 철권 샵이라는 부분 유료화 상점이 게임에 추가되었다. 이곳에서 플레이어는 "철권 코인"으로 꾸미기 아이템을 구매할 수 있으며, 이 코인은 실제 돈으로 묶음으로만 구매할 수 있다.
2024년 12월, 같은 달에 클라이브가 첫 시즌의 마지막 네 번째 파이터로 확정되면서, 두 번째 시즌 패스가 발표되었다. 시즌 2 티저 트레일러의 마지막에는 안나 윌리엄스의 철권 5 등장과 그녀의 2025년 2월 다른 세 명의 파이터와 함께 공개될 것을 암시하는 검은 장미 마크가 있는 빨간 헬리콥터와 립스틱 자국이 있는 두 쌍의 로켓이 나온다. 클라이브의 포함은 조슈아 로스필드와 질 워릭의 의상도 추가한다.

## 평가
철권 8은 PC 및 PS5 버전에서 비평가들로부터 "전반적인 극찬"을 받았고, Xbox Series X/S 버전은 리뷰 애그리게이터 웹사이트 오픈크리틱과 메타크리틱에 따르면 "대체로 긍정적인 평가"를 받았다. 여러 출판사들은 철권 8이 모회사 프랜차이즈에서 최고의 작품이라고 주장했다. GamesRadar+는 별 다섯 개를 주며 "풍부한 깊이가 활기찬 격투 게임을 만들어내며, 단순한 업데이트가 아닌 진정한 진화처럼 느껴지는 압도적인 게임을 제공함으로써 현세대 독점성을 정당화한다"고 평했다. 하드코어 게이머는 이 게임을 "대담하다"고 칭찬하며 반다이 남코의 혁신적인 감각을 강조하며 "역사상 가장 위대한 격투 게임 중 하나"라고 묘사했다. 섁뉴스는 이 게임을 이전 작품들과 비교하며 "철권 8은 바로 그것이며, 앞으로 몇 년 동안 그 횃불을 이어갈 것으로 보인다"고 결론지었다. Video Games Chronicle은 철권 8이 "시리즈의 가장 흥미로운 정점 중 하나인 철권 3와 어깨를 나란히 한다"고 평했다. PC 게이머는 이 게임이 향수를 불러일으키는 순간들을 매우 접근성 있고 초보자 친화적인 패키지로 완벽하게 결합했다고 평가했다.
사소한 비판은 특정 모드와 게임의 전반적인 혁신에 대한 것이었다. PC 게이머는 특히 팀 배틀, 서바이벌, 타임 어택과 같이 이전 게임에 있었던 오프라인 모드의 부족을 지적했다. Gamer.nl은 "새로운 철권은 바퀴를 재창조하려 하지 않고, 시리즈가 알려진 견고한 게임 플레이에 전적으로 의존한다"고 썼다. 4Players.de는 모드를 게임의 유일한 약점으로 묘사하면서도, 게임의 "고품질 격투 액션"을 칭찬했다. 게임의 "화려한 콤보와 공중 띄우기"에 대한 칭찬에도 불구하고, 게임 인포머는 "철권 8이 스트리트 파이터 6나 모탈 컴뱃 1과 같은 최근 라이벌의 수준에 미치지 못한다"고 썼다. 스포츠 일러스트레이티드의 GLHF는 혼합된 결론에 도달했는데, 이 게임이 "새로운 관객을 유혹하는 것이 아니라 기존 관객을 만족시키기 위해 주로 설계되었다"고 믿었다.
출시 후 배틀 패스 시스템 도입도 커뮤니티에서 비판을 받았다. 하라다 가쓰히로는 게임의 지속적인 업데이트를 지원하기 위해 배틀 패스 시스템이 필요하다고 성명을 발표했다. 상당한 밸런스 변경을 가져온 시즌 2 패치는 커뮤니티에서 크게 비판받았는데, 특히 이전 작품에 비해 게임의 방어 옵션이 부족하다는 여러 불만 이후 공격적인 공격을 더욱 장려하는 캐릭터 버프가 문제였다. 시즌 2 출시 2주 후, 반다이 남코는 더 많은 방어 옵션을 구현하기 위해 긴급 패치를 출시했다. 이케다 코헤이 디렉터는 시즌 2 출시의 급격한 변화에 대해 공개 사과하고, 향후 업데이트에서 플레이어의 피드백을 반영할 것을 약속했다.

### 판매
철권 8은 초기 출시 당시 영국에서 차트 1위를 차지했으며, 2023년 출시된 스트리트 파이터 6를 능가했다. 판매량은 후자의 두 배였다고 한다. 반다이 남코는 출시 후 스팀에서 첫 10일 동안 1,300만 달러 이상의 수익을 올렸다. 2월 26일, 반다이 남코는 출시 후 한 달 만에 200만 장 이상 판매되었다고 발표했다. 약 1년 후인 2025년 2월에는 300만 장 판매를 발표했다.

### 수상
| 연도 | 시상식                         | 부문                      | 결과   | Ref.          |
| ---- | ------------------------------ | ------------------------- | ------ | ------------- |
| 2023 | 더 게임 어워즈 2023            | 최다 기대작               | 후보   | [ 82 ]        |
| 2024 | 골든 조이스틱 어워즈           | 올해의 궁극 게임          | 후보   | [ 83 ] [ 84 ] |
| 2024 | 골든 조이스틱 어워즈           | 최우수 멀티플레이어 게임  | 후보   | [ 83 ] [ 84 ] |
| 2024 | 더 스트리머 어워즈             | 올해의 스트림 게임        | 후보   | [ 85 ] [ 86 ] |
| 2024 | 더 게임 어워즈 2024            | 최우수 격투 게임          | 수상   | [ 87 ]        |
| 2024 | 더 게임 어워즈 2024            | 최우수 멀티플레이어 게임  | 후보   | [ 87 ]        |
| 2024 | 스팀 어워드                    | 당신이 못하는 최고의 게임 | 후보   | [ 88 ]        |
| 2025 | 28회 D.I.C.E. 어워드           | 올해의 격투 게임          | 수상   | [ 89 ] [ 90 ] |
| 2025 | 25회 게임 개발자 선정 어워드   | 최우수 기술               | 장려상 | [ 91 ]        |
| 2025 | 21회 영국 아카데미 게임 어워드 | 멀티플레이어              | 후보   | [ 92 ]        |

## 참조

### 내용주
1. ↑  영어: Tekken 8, 일본어: 鉄拳8
2. 1 2  철권 7에 묘사된 바와 같이
3. 1 2  철권 3에 묘사된 바와 같이
4. 1 2 3  철권 6에 묘사된 바와 같이
5. ↑  카즈야의 마지막 페이즈에서 플레이어가 패배할 경우 트리거되는 대체 엔딩에서, 카즈야는 진을 물리치고 절벽 아래 바다로 던져버린다. G 코퍼레이션 본부로 돌아온 그는 데빌 진이 없더라도 계속 싸울 것이며, 힘이 모든 것을 지배한다는 자신의 믿음을 재확인한다. 크레딧이 올라갈 때, 야쿠섬 전투 중 여전히 카즈야와 연합했던 일부 토너먼트 참가자들은 맨해튼의 잔해와 이그드라실 및 유엔을 파괴하는 모습이 보이고, 야쿠섬 전투 중 G 코퍼레이션을 사임했던 니나는 파리 요트에서 파괴를 지켜본다.
6. ↑  철권 2에 묘사된 바와 같이
7. ↑  철권 태그 토너먼트 2의 레오 클리젠과 스티브 폭스 엔딩에 묘사되어 있으며, 철권 7 이후로 공식적으로 계속된다; 철권 2와 철권 3 사이에 연대적으로 시작되었다.
8. ↑  철권 4에 묘사된 바와 같이
9. ↑  철권 5에 묘사된 바와 같이